# William Gifford Palgrave
Pour les articles homonymes, voir Gifford.
William Gifford Palgrave, né le 24 janvier 1828 à Westminster (Angleterre) et décédé le 30 septembre 1888 à Montevideo (Uruguay), est un explorateur, écrivain et spécialiste de la langue arabe. Après avoir quitté les Jésuites il entre dans le service diplomatique du Royaume-Uni.

## Biographie

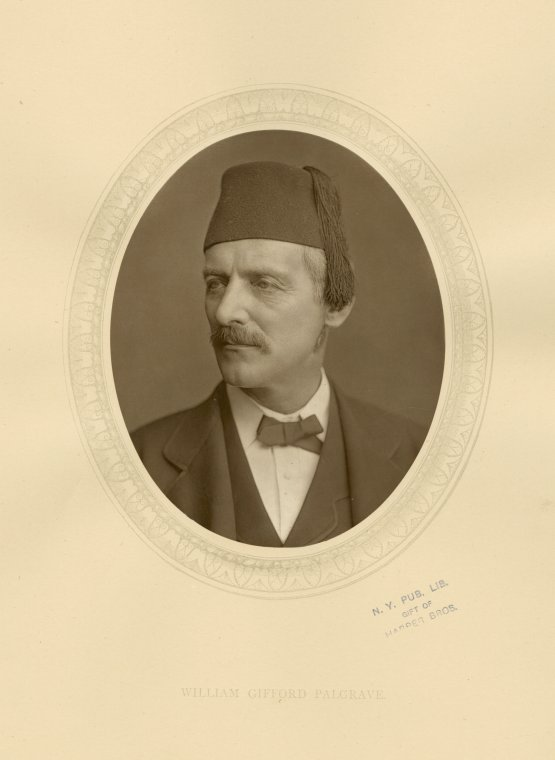
Portrait de Palgrave

Fils de Sir Francis Palgrave K.H. et d'Elizabeth Turner, William Gifford Palgrave naît le 24 janvier 1826 à Westminster. Il étudie à la Charterhouse School, qui se trouvait à l'époque encore sur son lieu d'origine près de Smithfield, sous la direction de Dr. Sauders, puis de Dean of Peterborough. Parmi les récompenses qu'il reçoit, on compte la médaille d'or pour ses vers classiques. Il entre ensuite au Trinity College d'Oxford, où il se voit attribuer une bourse et obtient son diplôme en 1846.
Immédiatement après ses études universitaires, il part en Inde où il sert durant un temps dans l'armée anglaise. Peu de temps après, il se convertit au catholicisme, est ordonné prêtre et rejoint l'ordre des Jésuites. Il exerce en Inde, à Rome et en Syrie, en tant que membre de cet ordre. C'est en Syrie qu'il apprend à parler arabe.

### La mission en Arabie
Il réussit à convaincre ses supérieurs religieux de financer une mission à l'intérieur de l'Arabie, qui était à l'époque encore terra incognita aux yeux du reste du monde. Il s'assure également le soutien de l'empereur Français Napoléon III, l'ayant convaincu qu'une meilleure connaissance de l'Arabie servirait l'impérialisme français en  Afrique et au Moyen-Orient. 
Palgrave retourne en Syrie, où il dissimule son identité en se faisant passer pour un physicien syrien en voyage. Chargé de bagages recelant des médicaments et des marchandises échangeables, il part pour Najd, dans le nord de l'Arabie centrale, accompagné d'un serviteur. Il voyage en se faisant passer pour un musulman, car affirmer son catholicisme aurait certainement causé la fureur des tribus arabes, qui l'auraient tué. Ainsi, toutes les missions qu'il mena pour la Compagnie de Jésus et pour l'empire français, il les réalisa en tant qu'explorateur et non en tant que missionnaire.

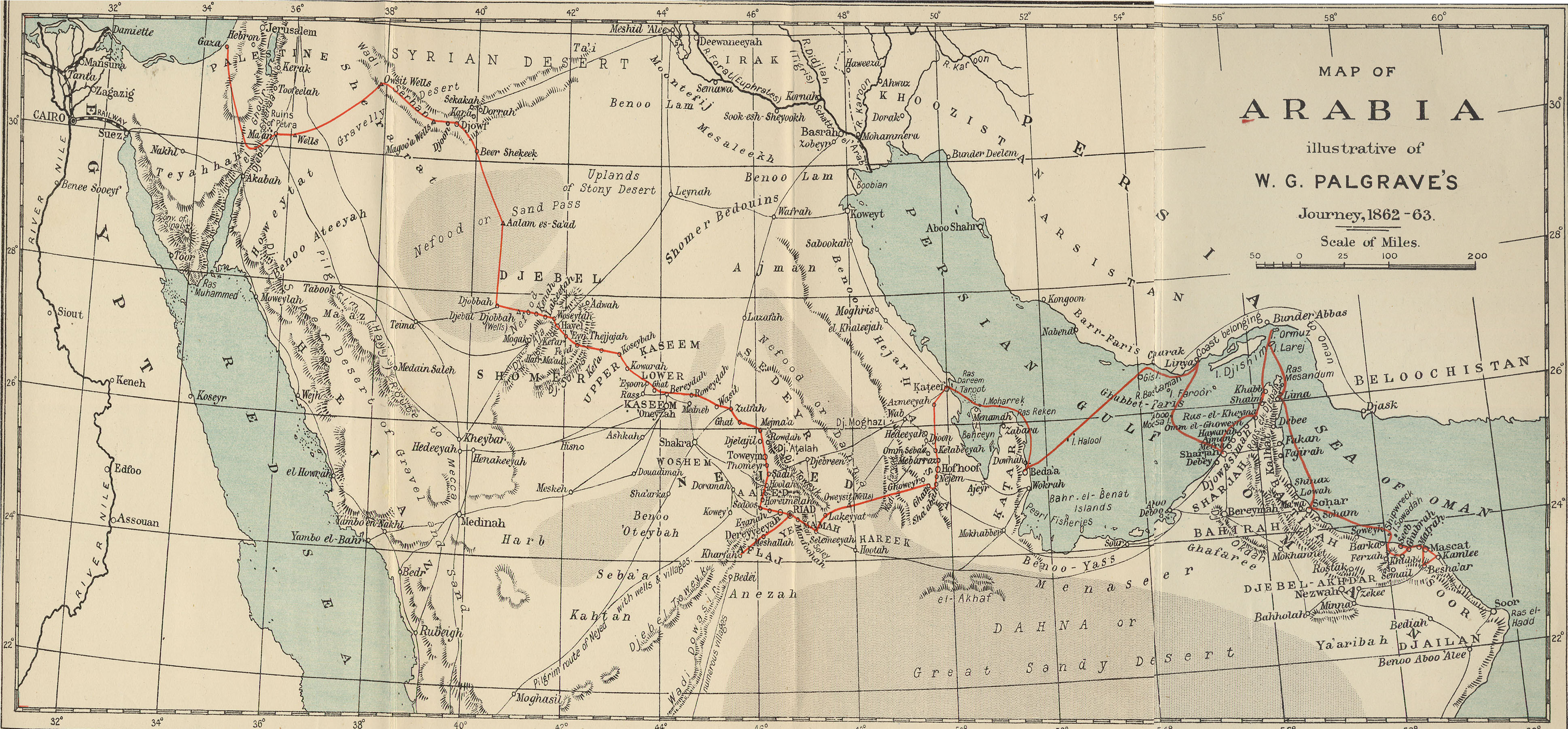
Carte de 1908 retraçant l'itinéraire de Palgrave à travers l'Arabie

Après avoir visité durant un an des régions allant de la Syrie au Bahrein, en passant par Najd et par Oman et en visitant Nedjed et Riyad, il retourne en Europe où il rédige le récit de son voyage. Ce récit a connu un grand succès, et a été réédité de nombreuses fois depuis. Il n'y fait aucune allusion aux motivations de ce séjour.

### La vie consulaire
Après avoir rédigé ce livre, Palgrave fait une volte-face et renonce à sa vocation de Jésuite en 1865. Il entre au service du British Foreign Office, et est nommé consul à Soukhoumi en Géorgie en 1866. Il part pour Trébizonde en Turquie en 1867. En 1868, il épouse Katherine, la fille de George Edward Simpson, originaire de Norvège, avec laquelle il eut trois fils. Il est nommé consul à Saint Thomas et à Sainte-Croix aux îles vierges américaines en 1873, à Manille en 1876 et en Bulgarie en 1878, où il est nommé consul général.
En 1879, il part pour Bangkok. En 1884, il est nommé ministre résidant et consul général en Uruguay, poste qu'il occupa jusqu'à sa mort. Il décède le 30 septembre 1888 à Montevideo, victime d´une bronchite.
En plus de son travail sur l'Arabie centrale, Gifford Palgrave a publié des Essais sur la question orientale, un roman appelé Hermann Agha, des croquis de la Guyane néerlandaise et un volume d'essais intitulé Ulysses.

## Livres
W.-G. Palgrave " Une année dans l'Arabie centrale (1862-1863) ". Traduction d'Emile Jonveaux, abrégée par J. Belin-de Launay, Librairie Hachette & Cie, Paris, 1872